# فینال جام یوفا ۱۹۸۸
فینال جام یوفا ۱۹۸۸، رقابت پایانی جام یوفا در سال ۱۹۸۸ میلادی است که مابین دو تیم باشگاه فوتبال بایر لورکوزن و باشگاه فوتبال اسپانیول برگزار شده‌است.
این مسابقه که در تاریخ‌های ۴ مه ۱۹۸۸ و ۱۸ مه ۱۹۸۸ انجام شده‌است در مجموع با نتیجه ۳ بر ۳ به پایان رسید. در ضربات پنالتی باشگاه فوتبال بایر لورکوزن با نتیجه ۳ بر ۲ به پیروزی رسید.